# Лук наскальный
Лук ска́ловый, или Лук наска́льный (лат. Állium saxátile) — многолетнее травянистое растение, вид рода Лук (Allium) семейства Луковые (Alliaceae).

## Распространение и экология
В природе ареал вида охватывает Южную Европу: от Италии до Крыма; Кавказ; Казахстан.
Произрастает на скалах, каменистых местах, песках, в степях.

## Ботаническое описание
Луковицы яйцевидно-конические или удлинённо-конические, диаметром 0,75—1 см, с бурыми кожистыми раскалывающимися оболочками, по нескольку прикреплены к короткому корневищу. Стебель высотой 20—50 см, при основании или на четверть одетый гладкими или шероховатыми влагалищами листьев;
Листья в числе 5—7, нитевидные, шириной 0,5—1 мм, желобчатые, гладкие или шероховатые, короче стебля.
Чехол остающийся, в полтора—три раза длиннее зонтика, с носиком обычно в несколько раз превышающим основание чехла. Зонтик полушаровидный или шаровидный, обычно многоцветковый, густой. Листочки яйцевидно-колокольчатого околоцветника бледно-розовые, по спинке более тёмные, длиной 4—6 мм, продолговатые, острые, наружные немного короче внутренних. Нити тычинок в полтора—два раза длиннее листочков околоцветника, при самом основании между собой и с околоцветником сросшиеся, цельные, равные, шиловидные; пыльники обычно фиолетовые. Столбик выдается из околоцветника.
Коробочка едва короче околоцветника.

## Таксономия
Вид Лук скаловый входит в род Лук (Allium) семейства Луковые (Alliaceae) порядка Спаржецветные (Asparagales).
|  |                                      |  |                                                             |                                                             |                   |  | ещё 24 семейства (согласно Системе APG II) | ещё 24 семейства (согласно Системе APG II) |                     |  |  |  | ещё более 870 видов |
|  |                                      |  |                                                             |                                                             |                   |  | ещё 24 семейства (согласно Системе APG II) | ещё 24 семейства (согласно Системе APG II) |                     |  |  |  | ещё более 870 видов |
|  |                                      |  |                                                             | порядок Спаржецветные                                       |                   |  |                                            |                                            | род Лук             |  |  |  |                     |
|  |                                      |  |                                                             | порядок Спаржецветные                                       |                   |  |                                            |                                            | род Лук             |  |  |  |                     |
|  | отдел Цветковые, или Покрытосеменные |  |                                                             |                                                             | семейство Луковые |  |                                            |                                            | вид Лук скаловый    |  |  |  |                     |
|  | отдел Цветковые, или Покрытосеменные |  |                                                             |                                                             | семейство Луковые |  |                                            |                                            |                     |  |  |  |                     |
|  |                                      |  | ещё 44 порядка цветковых растений (согласно Системе APG II) | ещё 44 порядка цветковых растений (согласно Системе APG II) |                   |  |                                            | ещё около 300 родов                        | ещё около 300 родов |  |  |  |                     |
|  |                                      |  |                                                             | ещё 44 порядка цветковых растений (согласно Системе APG II) |                   |  |                                            |                                            | ещё около 300 родов |  |  |  |                     |

### Синонимы
В синонимику вида входят:
- Allium caucaseum Ker Gawl., nom. superfl.
- Allium caucasicum M.Bieb.
- Allium caucason Turra ex Sacc.
- Allium globosum M.Bieb., nom. illeg.
- Allium globosum M.Bieb. ex Redouté — Лук шаровидный[3]
- Allium globosum f. saxatile (M.Bieb.) Bolzon
- Allium globosum var. ochroleucum Regel
- Allium globosum var. saxatile (M.Bieb.) Nyman
- Allium globosum var. stevenii (Willd. ex Ledeb.) Nyman
- Allium gmelinianum Miscz. ex Grossh.
- Allium moly Griseb. & Schur ex Regel, nom. illeg.
- Allium moschatum Sint. ex Regel, nom. illeg.
- Allium ochroleucum Rchb., nom. illeg.
- Allium paniculatum Ker Gawl., nom. illeg.
- Allium rupestre Fisch. ex Schrank, nom. illeg.
- Allium ruprechtii Boiss.
- Allium savranicum Besser, nom. inval.
- Allium saxatile var. globosum (M.Bieb. ex Redouté) Seregin & Sennikov
- Allium stevenii Willd. ex Ledeb., nom. superfl.
- Allium stevenii var. saxatile (M.Bieb.) Regel
- Allium tauricum Pall. ex G.Don, nom. inval.
- Allium tenuifolium Schur, nom. illeg.
- Schoenissa caucasea Salisb., nom. inval.